# Boissy-sans-Avoir
Boissy-sans-Avoir è un comune francese di 640 abitanti situato nel dipartimento degli Yvelines nella regione dell'Île-de-France.

## Società

### Evoluzione demografica
Abitanti censiti